# Городская ласточка
Городска́я ла́сточка, или вороно́к (лат. Delichon urbicum), — мелкая птица семейства ласточковых, широко распространённая в Европе, Северной Африке и умеренных широтах Азии. Как и сизый голубь, изначально обитательница скал, легко адаптировалась к жизни в городских условиях. Перелётный вид, зимует в Африке южнее Сахары и в тропической Азии. Держится стаями по берегам рек, на склонах гор, лугах, городах с каменными строениями — часто стайки этих птиц можно увидеть сидящими на проводах. Питается летающими насекомыми, которых ловит в воздухе. Имеет внешнее сходство с двумя другими видами рода городских ласточек — восточным и непальским воронками, обитающими в Южной и Юго-Восточной Азии. Обычный вид.

## Систематика
Городская ласточка под названием Hirundo urbica была впервые научно описана шведским натуралистом Карлом Линнеем в 1758 году в 10-м издании его «Системы природы». Позднее, в 1854 году американец Томас Хорсфилд и британец Фредерик Мур поместили этот вид в отдельный род Delichon. Родовое название Delichon является анаграммой от др.-греч. χελιδών (читается как «хелидон»), означающего «ласточка». Видовое название urbicum (urbica до 2004 года, изменённое согласно правилам латинской грамматики), переводится с латинского как «городской». То есть, научное название можно перевести как «городская ласточка» — то же именование используется и в русском языке.
Род Delichon, в настоящее время объединяющий четыре вида ласточек с синим верхом и белыми низом и надхвостьем, некогда был выделен из рода деревенских ласточек. Вплоть до недавнего времени восточный воронок (Delichon dasypus), обитающий в горных районах Центральной и Восточной Азий, считался конспецифичным по отношению к городской ласточке и рассматривался как его подвид Delichon urbicum dasypus. Ещё один вид рода городских ласточек непальский воронок (Delichon nipalense) обитает в горных районах Южной Азии. Хотя все три вида очень похожи друг на друга, только у городской ласточки брюхо и надхвостье чисто белые. 
Выделяют два подвида городской ласточки. Номинативный подвид — европейский воронок D. u. urbicum Linnaeus, 1758, населяет всю Европу, Северную Африку и Азию западнее Енисея.  Подвид D. u. meridionalis из стран Средиземноморья некоторыми учёными признаётся так называемым «клином», то есть популяцией с постепенным изменением градиента какого-либо признака под воздействием физико-географических факторов. Сибирский воронок D. lagopodum, описанный в 1811 году немецким и российским учёным Петером Симоном Палласом, обитает в Сибири, восточнее Енисея, и северной Монголии. Ранее он считался подвидом городской ласточки, но Международный союз орнитологов выделяет его в самостоятельный вид Delichon lagopodum.

## Описание
Телосложение типичное для всех представителей семейства — удлинённое туловище, длинные узкие крылья, хвост с вырезом, слегка приплюснутая голова и короткий клюв. Размером немного меньше воробья: длина тела 12—17 см, размах крыльев 20—33 см, вес 18—19 г. Верх синевато-чёрный с синим отливом, брюхо, испод крыла и надхвостье чисто-белые. Хвост без вилочки, но с небольшим вырезом. Ноги полностью покрыты белыми перьями и пухом. Самцы и самки внешне друг от друга не отличаются. Молодые птицы похожи на взрослых, но более тусклые серовато-чёрные сверху и буровато-белые снизу. Линька у молодых и взрослых один раз в год и довольно продолжительная — с августа по март. При этом осенью меняется мелкое оперение, а весной крупное.

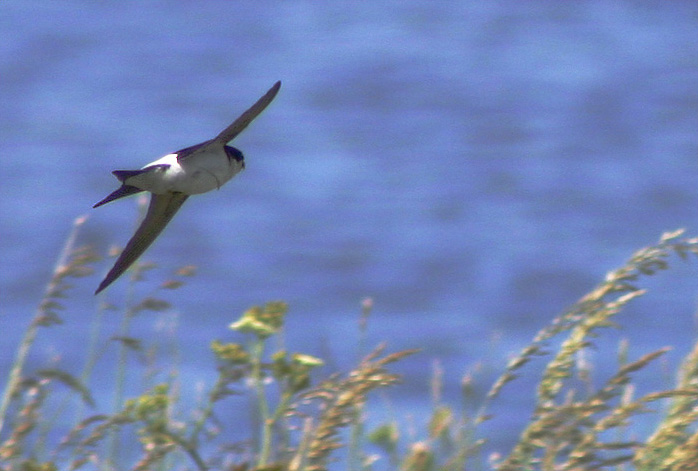
Городская ласточка в воздухе

В пределах гнездового ареала городскую ласточку можно спутать с другими палеарктическими представителями семейства — деревенской, береговой и рыжепоясничной ласточками. От всех этих видов городская ласточка выделяется сплошным белым низом, хорошо заметным во время полёта, и белым надхвостьем при виде сверху. В Африке городская ласточка имеет некоторое сходство с серогузой ласточкой, которая, однако, имеет более грязновато-белый окрас на брюхе, серое надхвостье и глубокий вырез на хвосте.
Большую часть дня городская ласточка проводит в воздухе, летая на разной высоте в зависимости от погоды. Полёт быстрый и ловкий, но всё же не такой стремительный, как у деревенской ласточки. В воздухе птица делает в среднем 5,3 взмаха крыльями в секунду. Общительная птица, но обладает достаточно слабым и невыразительным голосом. Частая позывка — журчащий короткий звук «трик» или «чирр». Более продолжительный щебет представляет собой комбинацию тех же звуков.

## Распространение

### Ареал
Распространена на всей территории Европы за исключением крайних северных районов Скандинавии, Кольского полуострова и севернее 66-й параллели между Белым морем и Уралом. В Сибири на север поднимается в долине Оби до 65° с. ш., в долине Енисея до 70° с. ш., в долине Анабара до 72° с. ш., в долине Лены до 71° с. ш., в долине Алазеи до 70° с. ш., в долине Колымы до 69° с. ш., на тихоокеанском побережье до среднего течения Анадыря и северных берегов Охотского моря. Южная граница пролегает через Сирию, Ирак, южный Иран, южный Афганистан и склоны Гималаев. В Африке гнездится на северо-западе континента от западной Киренаики на восток до Марокко и на юг до Атласских гор.

### Местообитания

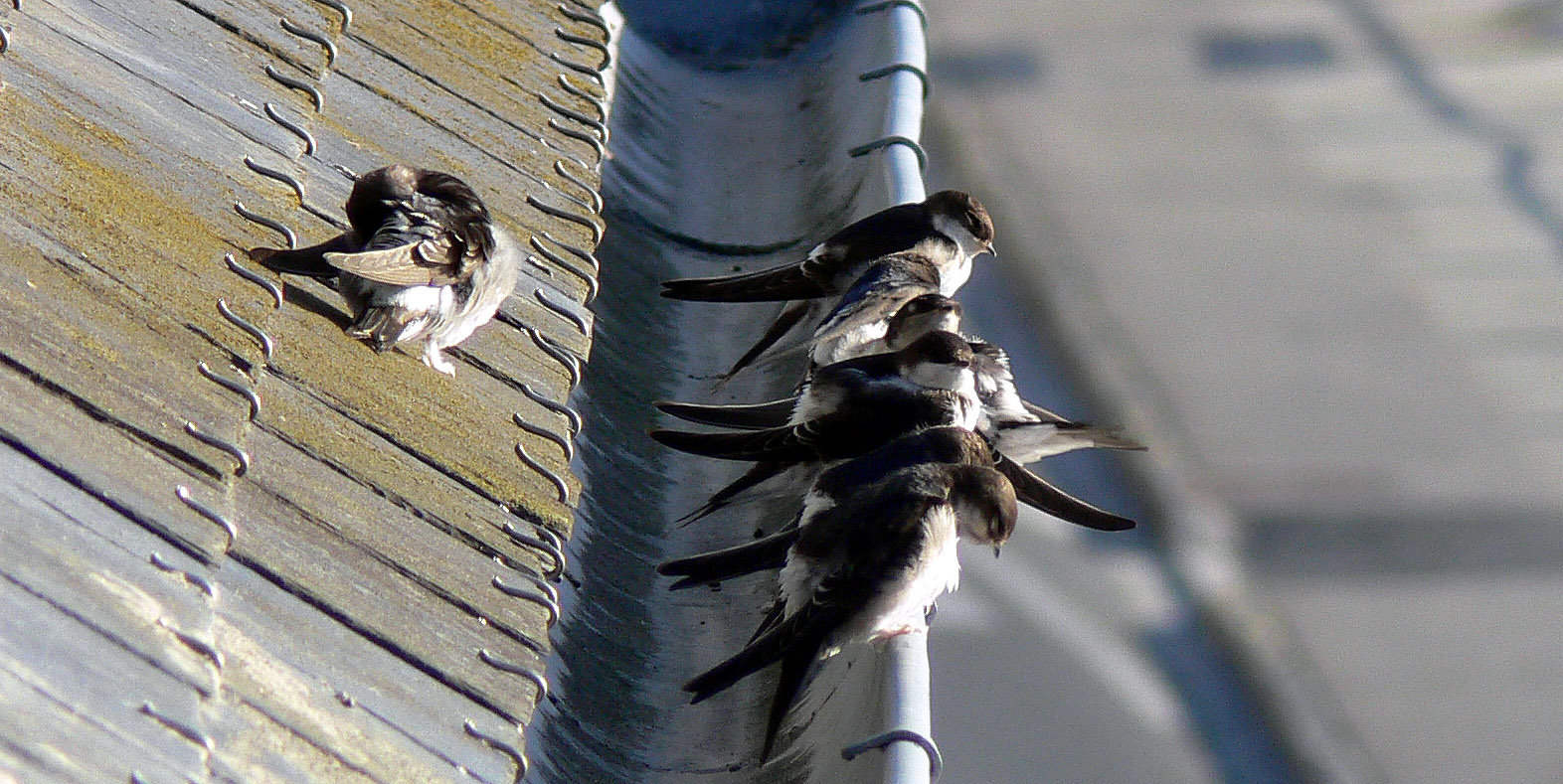
Воронки в населённом пункте

В дикой природе городская ласточка обычно гнездится в светлых скалистых пещерах или расщелинах осадочных пород, обычно по берегам горных рек. Изредка занимает гнёзда береговушек вдоль глинистых обрывов. С возникновением городов ласточки стали устраивать свои гнёзда под крышами и карнизами домов, отдавая предпочтение постройкам с каменной либо кирпичной кладкой — по этой причине она гораздо обычнее в городах, нежели чем в деревнях и сёлах. Постепенно эти птицы стали типично синантропным видом, всё реже встречаясь за пределами населённых пунктов. В горах поднимается до 2200 м над уровнем моря.
Кормовые биотопы — открытые пространства с травянистой растительностью: луга, пастбища, сельскохозяйственные угодья, обычно возле воды. По сравнению с другими ласточками чаще держится возле деревьев, на которых отдыхает. В местах зимней миграции встречается на аналогичных открытых ландшафтах, однако по сравнению с зимующей деревенской ласточкой менее заметна, ведёт кочевой образ жизни и летает на больших высотах. В тропиках, как, например, в восточной Африке и Таиланде, держится главным образом на возвышенностях.

### Характер пребывания

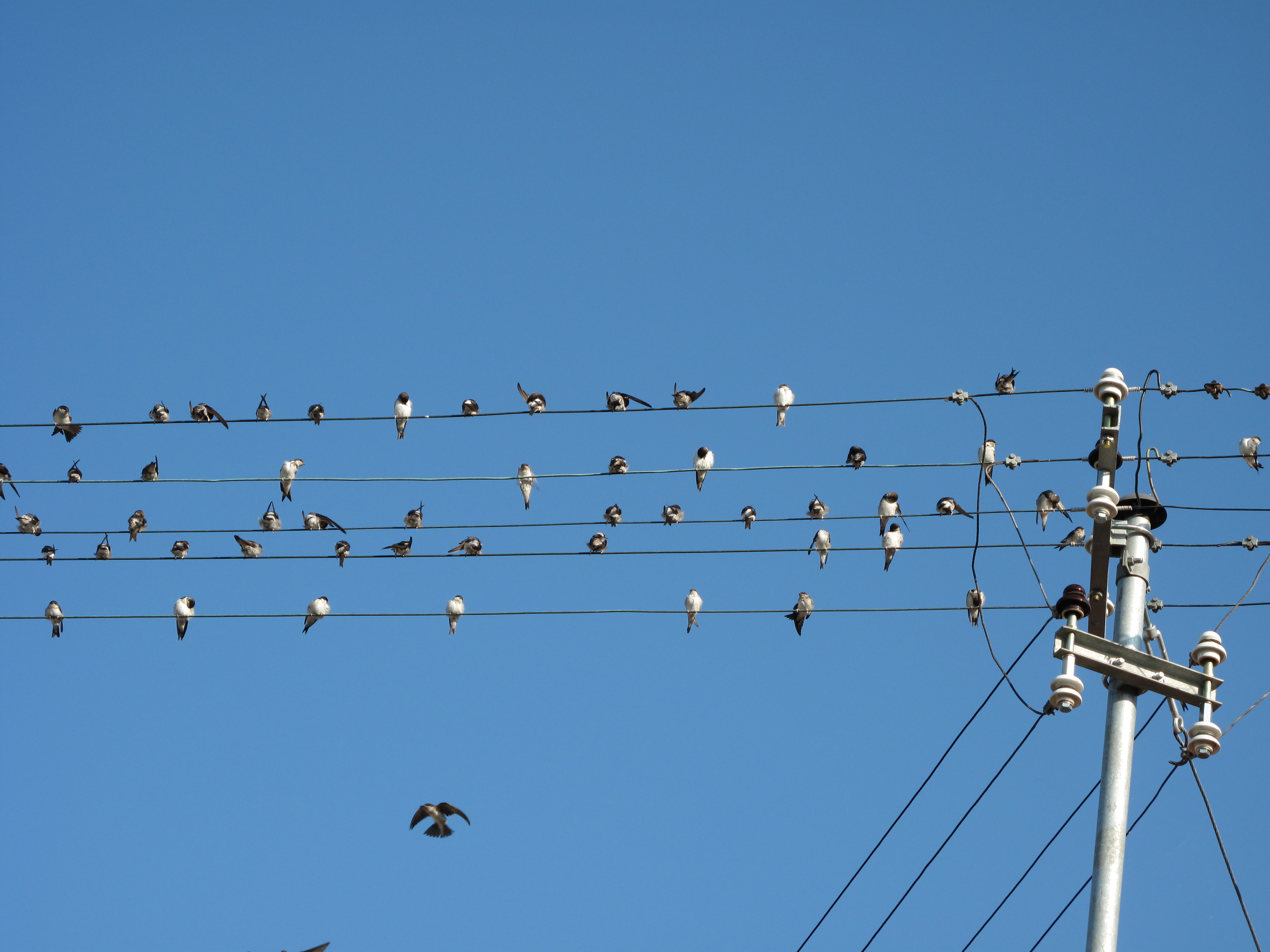
Группа городских ласточек на линии электропередач

На всём протяжении ареала перелётная птица. Западные популяции зимуют в Африке южнее пустыни Сахары, восточные на юге Китая, предгорьях Гималаев и в Юго-Восточной Азии. Летит широким фронтом, как правило, в светлое время суток (некоторые особи перемещаются ночью). К местам гнездовий обычно прибывают позже других ласточек, когда на деревьях появляется первая зелень. В Закавказье появляются в первой декаде апреля, на юге Украины в середине апреля, на севере Украины и в Прибалтике в конце апреля, в районе Санкт-Петербурга в первой половине мая, в Архангельске во второй половине этого месяца. Осенний отлёт в августе — сентябре, в обратном порядке — чем севернее популяция, тем раньше птицы начинают миграцию на юг. Известны случаи случайных залётов на запад до Ньюфаундленда, Бермудских и Азорских островов, на восток до Аляски.
Во время миграции или по прибытии к местам гнездовий известны случаи массовой гибели, связанные с резким похолоданием. Так, например, в 1974 году в Швейцарских Альпах были обнаружены сотни тысяч погибших птиц, попавших в условия заморозка и обильного снегопада. При наступлении холодов птицы сбиваются в кучу в каком-нибудь укромном месте и впадают в оцепенение, становятся очень вялыми.

## Образ жизни

### Размножение

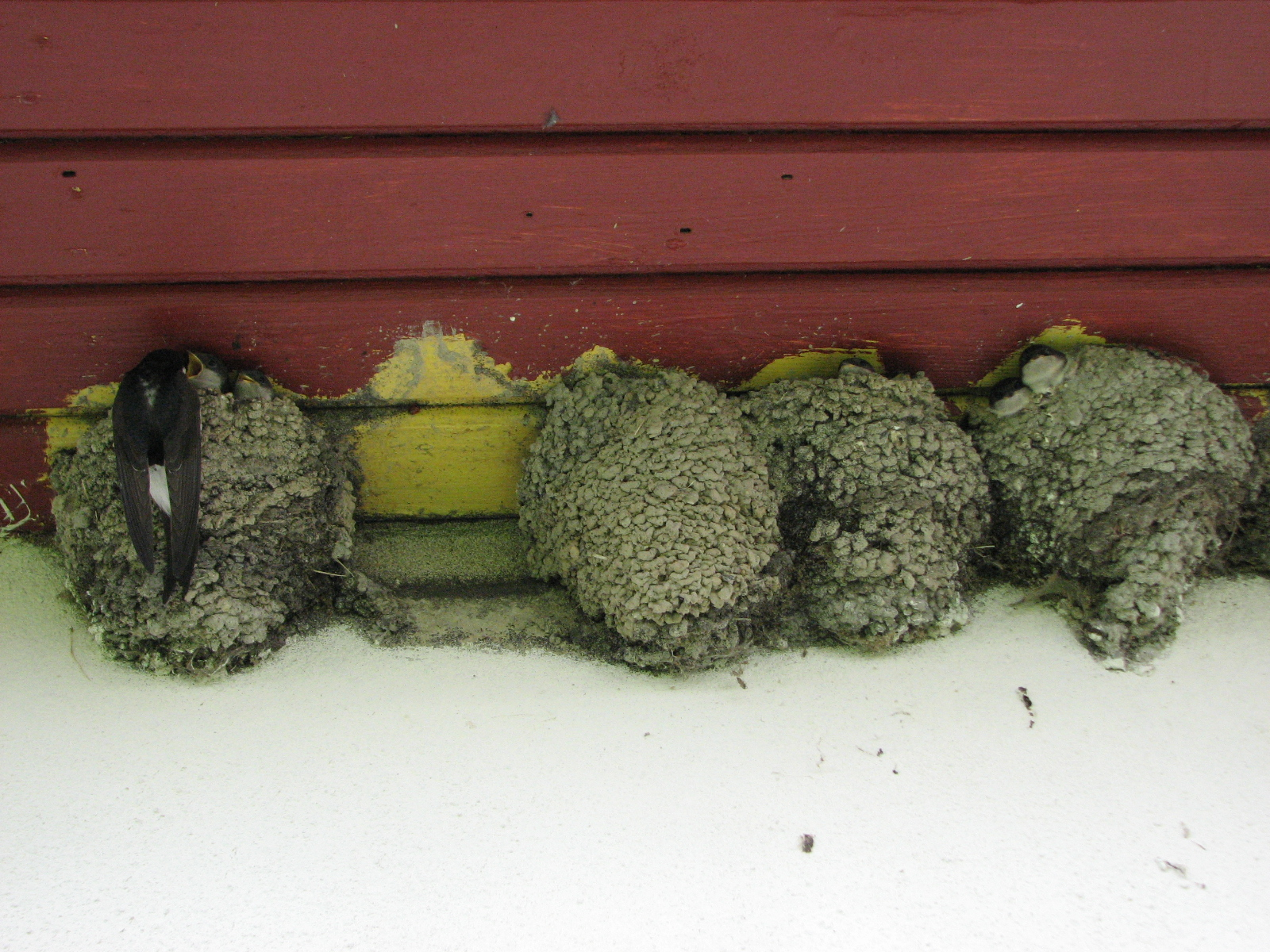
Гнёзда городской ласточки

Пары образуются на пролёте либо внутри гнездовой колонии, и сохраняются в течение жизни. Воронки социально моногамны, однако довольно часто известны случаи совокупления с членами другой пары, в результате чего этот вид признаётся генетически полигамным. Исследования, проведённые шотландскими орнитологами, показали что в 15 % случаев птенцы не имели генетического родства с предполагаемым отцом, а в 32 % случаев в гнезде находилось по крайней мере одно яйцо, отложенное другой самкой. Самцы, закончив обустройство собственного гнезда и дав самке отложить яйца, часто оказывались возле других гнёзд.
Время весеннего прилёта сильно растянуто. В Европе ласточки появляются в апреле — мае, строительство гнёзд начинается с конца марта на севере Африки до середины июня в Лапландии. В естественных условиях гнездится в неглубоких каменистых пещерах и расселинах конгломерата и ракушечника, часто по берегам горных рек. Иногда отдельные пары присоединяются к колониям береговушек, занимая их норы на глинистых обрывах, предварительно расширив вход и частично залепив его комками земли. С развитием каменного строительства большинство птиц переместилось в города, где устраивает свои гнёзда на стенах домов и под мостами. В отличие от деревенской ласточки, городские, как правило, используют наружные стены зданий, а не внутренние помещения сараев, амбаров и конюшен. При этом предпочтение отдаётся постройкам с каменной или кирпичной кладкой, и только в случае их отсутствия деревянным строениям.
Гнёзда обычно строятся под каким-либо навесом — крышей, оконным карнизом, рельефным украшением. Известны случаи обустройства гнезда на действующем пароме, при этом птицы не обращают внимания на движение корабля и назойливое внимание посетителей. Одно гнездо используется парой в течение нескольких лет подряд, при необходимости, ежегодно ремонтируется и достраивается. Как правило, воронок селится колониями от нескольких до нескольких десятков, изредка — нескольких сотен пар, иногда совместно с деревенской и рыжепоясничной ласточками. Гнёзда часто расположены вплотную одно к другому, так что под окном может находиться несколько гнёзд. Соседние пары легко уживаются, охраняя только непосредственно само гнездо.

Гнездо представляет собой закрытую полусферу из комочков земли, приклеенную к стене и потолку клейкой слюной. Диаметр гнезда 110—130 мм, высота 70—120 мм. В верхней части сферы делается небольшой вход в виде щели, а иногда к нему протянута небольшая трубка. Изнутри гнездо выстилается травой, шерстью и другим мягким материалом, который птица подхватывает на лету. Самец и самка поочерёдно занимаются оборудованием гнезда, принося в клюве сырые комки грязи и формируя из них шаровидную стенку. Иногда прибывшие на место самки начинают строительство самостоятельно, не дожидаясь самцов. Возле незаконченного гнезда постоянно кто-то дежурит, в то время как другая птица добывает строительный материал. В случае отсутствия хозяев гнездо охотно занимают воробьи, и тогда ласточкам приходится отстраивать его заново на новом месте. У готового гнезда размер входа достаточен для того, чтобы в него мог пролезть воробей. В процессе работы делаются продолжительные перерывы, которые в случае ненастной погоды могут занять несколько дней — они необходимы, чтобы земля подсохла и не обвалилась под собственной тяжестью. Всё строительство занимает до 12—14 дней.

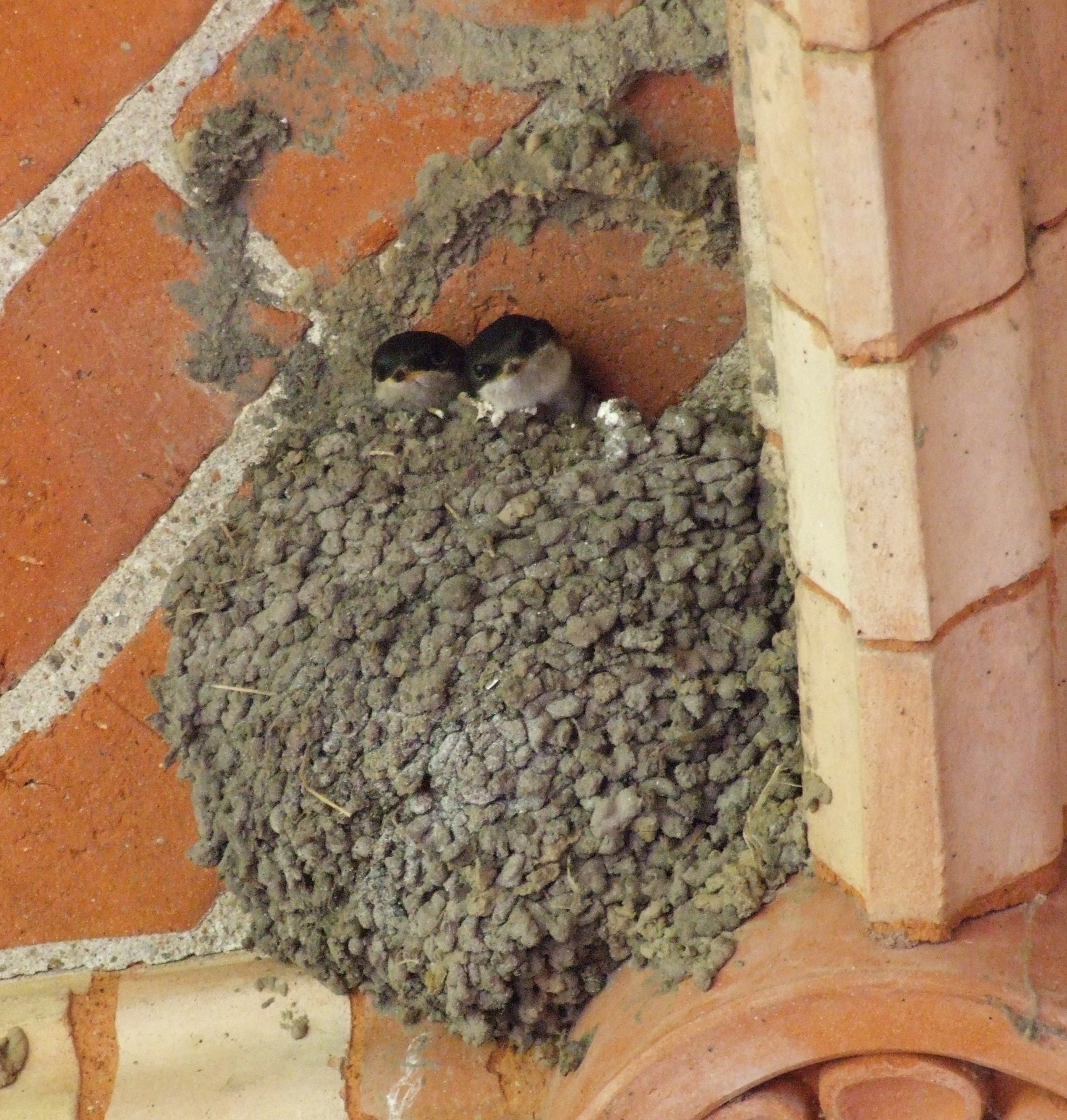
Птенцы, готовые к вылету из гнезда

В сезон обычно две кладки, хотя в северных частях ареала из-за короткого лета птицы могут выводить потомство лишь однажды. В случае гибели первоначальной кладки самка откладывает повторно. Обычно кладка состоит из 4—6 белых яиц без рисунка, размером 19—20 × 13—14 мм и весом около 1,7 г. Насиживает преимущественно самка в течение 14—15 дней, а в дождливое лето до 20 дней. При изобилии насекомых самец приносит ей в гнездо корм, однако в ненастную погоду не успевает насытиться сам, и самка вынуждена отправляться на поиски пропитания самостоятельно. Готовые к выходу из яйца птенцы слабы и беспомощны, и не в состоянии разломать скорлупу — это им помогают сделать родители. Птенцы становятся на крыло в возрасте 22—32 дней, однако ещё в течение недели зависимы от родителей. Иногда птенцы из первого выводка помогают родителям выкормить второе потомство.

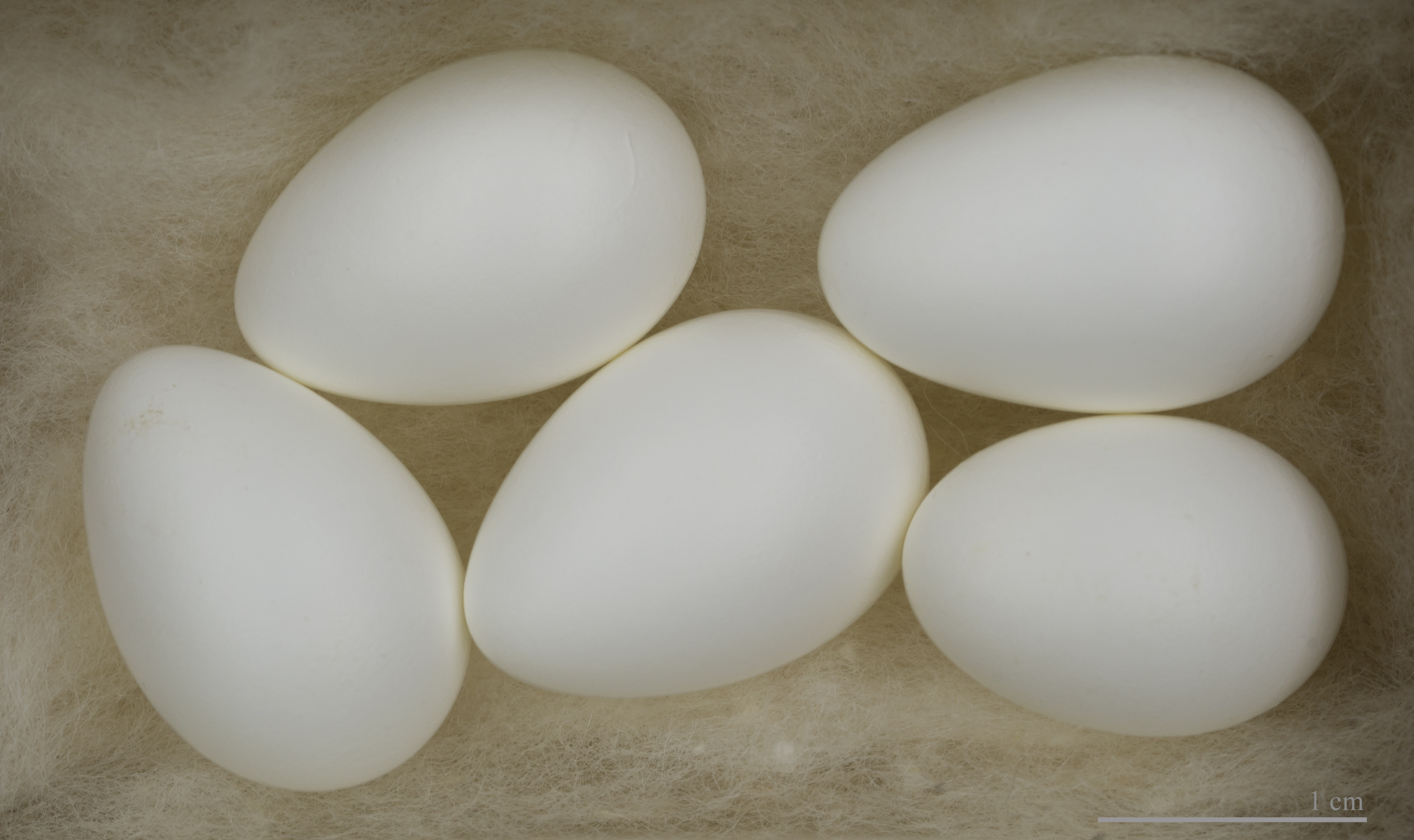
Яйца Delichon urbicum

Периодически появляются свидетельства того, что городская ласточка скрещивается с деревенской — чаще, чем любые другие виды из отряда воробьинообразных. Частота таких сообщений даёт специалистам основание предполагать, что городская и деревенская ласточки имеют более близкое генетическое родство, нежели чем это декларируется сейчас, и роды Delichon и Hirundo должны быть объединены.

### Питание
Как и другие виды ласточек, питается летающими насекомыми, за которыми охотится только в воздухе. В сезон размножения обычно кормится на высоте около 10—20 м над землёй, опускаясь вслед за добычей ниже перед ненастной либо прохладной погодой. Это не обязательно связано с предстоящим дождём — тёплым летним вечером, когда у поверхности земли собирается большое количество насекомых, ласточки также летают низко. В дождь не охотятся, а пережидают непогоду в гнёздах либо закрытых помещениях. Кормовая территория обычно находится в радиусе не более 450 м от гнезда, как правило, на открытом месте — лужайке, речной долине, склоне горы, поле. Во время зимней миграции ласточки кормятся гораздо выше — на высоте около 50 м над поверхностью земли и не привязаны к какому-либо конкретному участку.
Рацион состоит преимущественно из мелких насекомых — жуков, двукрылых (мух, комаров, слепней, мошек), хоботных (цикад и других). Также охотится на бабочек и кузнечиков. В небольшом количестве употребляет в пищу пауков, переносящихся по воздуху. Пчёл и других ядосодержащих насекомых почти не трогают. Добычу заглатывают целиком, включая и жуков с твёрдым хитиновым покровом. Тем не менее, переваривание пищи проходит очень интенсивно.

### Естественные враги и паразиты

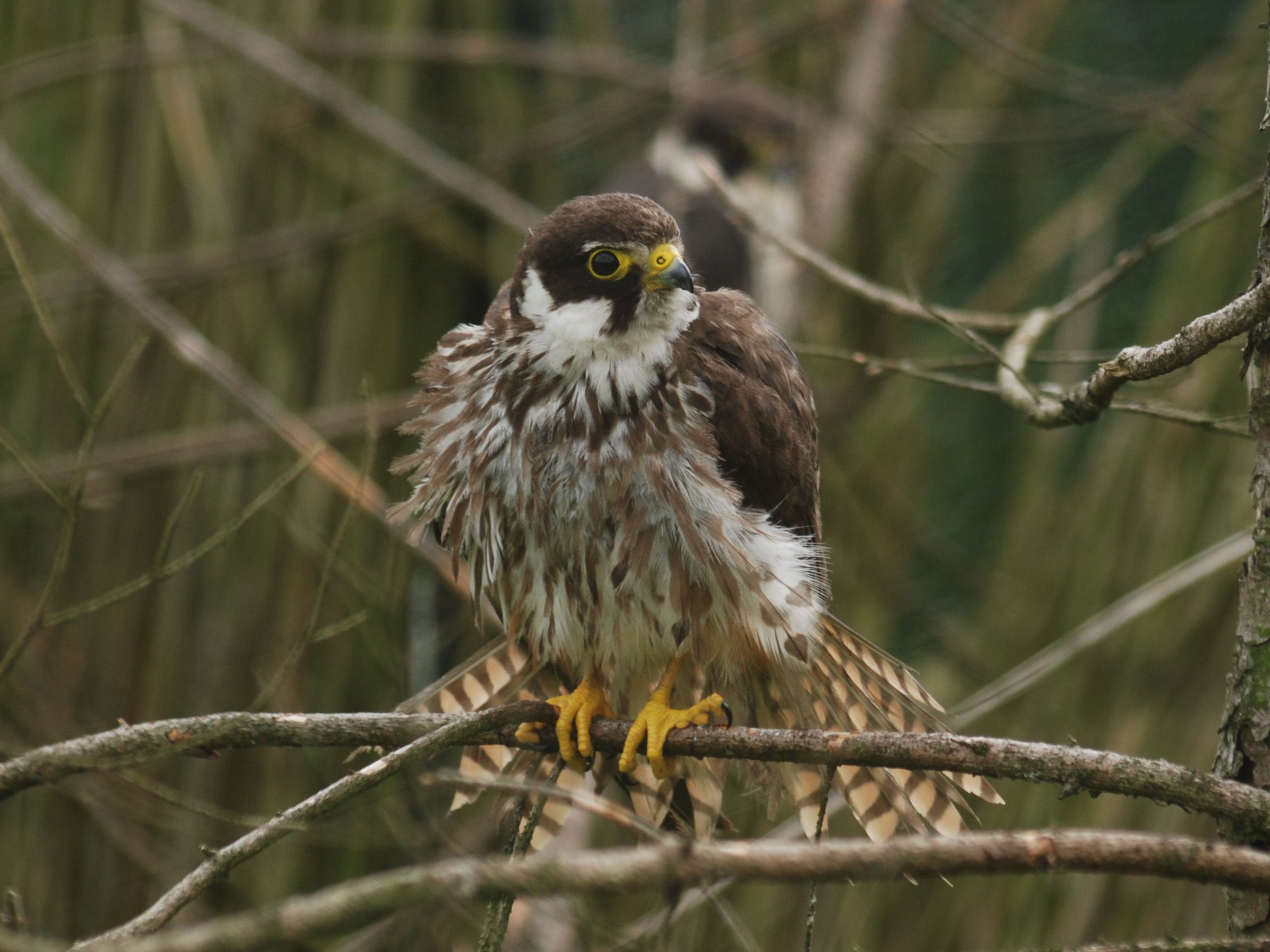
Чеглок — естественный враг городской ласточки

Наибольшую опасность для городских ласточек представляет такой же быстрый, как и они, сокол-чеглок, подстерегающий добычу в воздухе. Благодаря своим лётным качествам воронки избегают встречи с большинством других хищников. Наиболее уязвимы они бывают на берегу водоёма, когда собирают комочки грязи для строительства гнезда, поэтому всегда занимаются этим группой.
На теле воронков паразитируют различные блохи и клещи, в том числе характерная только для этого вида блоха Ceratophyllus hirundinis. Из эндопаразитов (внутренних паразитов) можно выделить Haemoproteus prognei (птичья малярия, переносчиками которой являются кровососущие насекомые, такие как комары).

## Природоохранный статус
Воронок обитает на большей части северной Палеарктике — площадь его распространения составляет около 10 млн км². По оценкам специалистов, на территории Европы гнездится 20—48 млн особей. Размер глобальной популяции не определён, однако известно, что он подвержен колебаниям. На основании вышеперечисленных причин природоохранный статус в Международной Красной книге обозначен как LC (таксон минимального риска). Вид также не включён в список Конвенции по международной торговле СИТЕС. Тем не менее, в Западной Европе, и в частности в Великобритании, отмечено постепенное сокращение популяции, в связи с чем в этом государстве охранный статус этого вида был повышен до жёлтого (усиленное внимание).
Как и некоторые другие виды животных, городские ласточки только выиграли от человеческой деятельности — вырубка лесов способствовала расширению кормового ареала, а строительство городов дало достаточно безопасные места для размножения. На колебания численности влияют множество факторов — например, возведение новых зданий и ужесточение законодательства по загрязнению воздуха безусловно ведут к увеличению популяции. С другой стороны, прохладная погода, использование в сельском хозяйстве пестицидов, недостаток мокрой земли (необходимой для строительства гнёзд) и соперничество с домовым воробьём отражается на сокращении численности ласточек в пределах населённого пункта.
Птица года в Швейцарии в 2010 году.

## Ласточка в культуре

Герб короля Англии Ричарда II с изображением пяти ласточек

В европейской литературе ласточки упоминаются довольно часто, правда, без уточнения конкретного вида. Известно несколько устойчивых выражений, изначально символизирующих приход весны — «первая ласточка», «одна ласточка весны не делает». Последнее выражение, ставшее пословицей, появилось ещё в Древней Греции — в басне Эзопа «Мот и ласточка» рассказывается о юноше, продавшем последний плащ при виде первой весенней ласточки. Однако холода вернулись, и юноша с ласточкой замёрзли (в русской литературе эта басня была пересказана поэтом И. А. Крыловым). Это выражение также встречается у древнегреческого философа Аристотеля в сочинении «Никомахова этика»: «Ведь одна ласточка не делает весны и один [тёплый] день тоже; точно так же ни за один день, ни за краткое время не делаются блаженными и счастливыми».
По мнению специалистов, Уильям Шекспир в трагедии «Макбет» упоминает именно городскую ласточку, когда предводитель войска Банко описывает достоинства замка, обращаясь к королю Дункану (Акт I, Сцена VI):

Летний гость,

Храмовник-стриж, обосновавшись тут,

Доказывает нам, что это небо

Радушьем веет. Нет зубца, устоя,

Угла иль выступа, где б он не свил

Висячих лож и щедрых колыбелей.

Где он живёт, там воздух, я заметил,

Особо чист.
(Перевод М. Лозинского)
Оригинальный текст (англ.)
This guest of summer,

The temple-haunting martlet, does approve

By his loved mansionry that the heaven's breath

Smells wooingly here. No jutty, frieze,

Buttress, nor coign of vantage, but this bird

Hath made his pendant bed and procreant cradle;

Where they most breed and haunt, I have observed

The air is delicate.

У М. Ю. Лермонтова в поэме «Боярин Орша» ласточка (судя по тексту, городская) олицетворяет собой страсть жизни:

И он увидел: у окна

Заботой резвою полна

Летала ласточка — то вниз,

То вверх под каменный карниз

Кидалась с дивной быстротой

И в щели пряталась сырой;

То, взвившись на небо стрелой,

Тонула в пламенных лучах…

И он вздохнул о прежних днях,

Когда он жил, страстям чужой,

С природой жизнию одной.

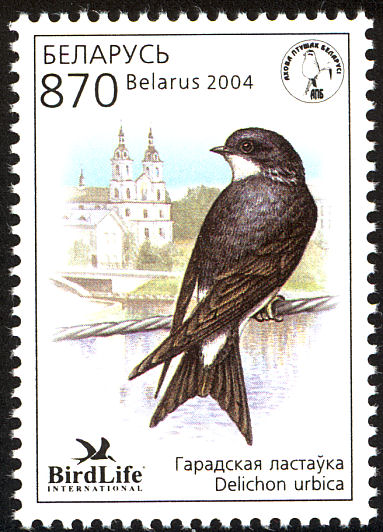
Городская ласточка. Почтовая марка Беларуси, 2004 год

Весной 1942 года многие жители блокадного Ленинграда носили на груди жетон в виде ласточки с письмом в клюве. Эта птица без труда залетала в осаждённый город, и тем самым служила жителям символом доброй вести, письма. Этот образ сохранился в стихотворении «Блокадная ласточка», написанном ленинградской поэтессой Ольгой Берггольц в 1945 или в 1946 году, где есть такие строчки:

Маленькую ласточку из жести

я носила на груди сама.

Это было знаком доброй вести,

это означало — «жду письма».

Этот знак придумала блокада:

знали мы, что только самолёт,

только птица к нам до Ленинграда,

с милой-милой Родины дойдет…